# Branchiosaurus
Branchiosaurus es un género extinto de temnospóndilos que vivieron desde finales del período Carbonífero hasta comienzos del período Pérmico, en lo que hoy es Alemania, la República Checa y los Estados Unidos.